# Хорватська література

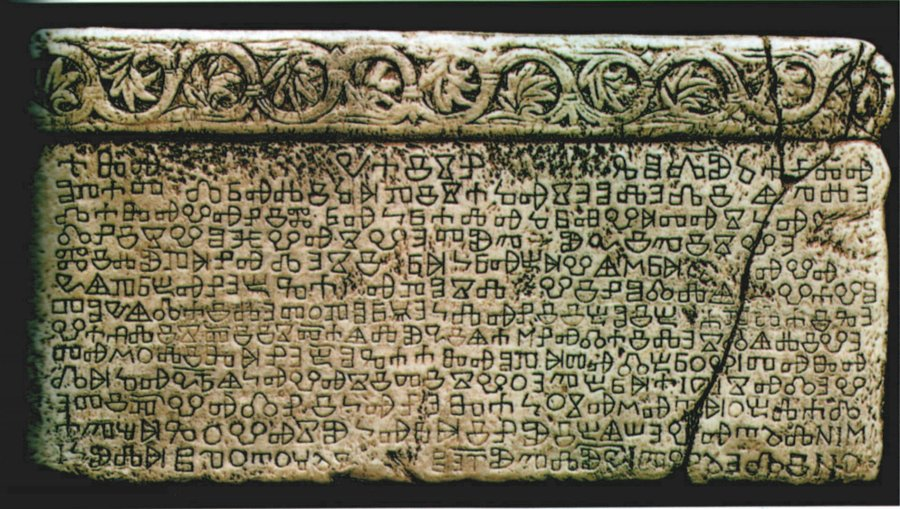
Башчанська плита

Хорватська література (хорв. Hrvatska književnost) — художня література, написана хорватською мовою, яка створювалася і створюється у Хорватії.

## Історія
Писемність слов'янською мовою, що використовувала як алфавіт глаголицю, з'явилася у Хорватії не пізніше IX століття, але вкоренилася лише у Далматії, Істрії і деяких районах Боснії. Юридичні документи, повчальні п'єси, твори окультного характеру, календарі й альманахи друкувалися глаголицею аж до XVII століття. З усіх провінційних літератур, що виникли у хорватських землях, найбільше значення мала література Рагузької республіки. Становлення її відбувалося під визначальним впливом італійського Відродження, і перші поети, які творили у Дубровнику, Шишко Менчетич (1457–1527) і Джоре Држич (1461–1501), наслідували Петрарку. Проте найзначнішим письменником доби став Марин Држич (1510–1567), комедії якого вражають багатством художніх засобів і різноманітністю типажів. У XVII столітті популярність і вплив літератури Дубровника поширилися за межі Далматії, що призвело до літературного відродження у всій Хорватії. Контрреформація у Хорватії ознаменувалася творчістю дубровницького поета Івана Гундулича (1588–1638).
У XVII і XVIII століттях у Хорватії і Славонії творили поети і прозаїки аристократичного походження Петар Зринський (1621–1671) і Фран Крсто Франкопан (пом. 1671). Однак справді велике відродження літератури і мови XIX століття пов'язане з творчістю Павао Ріттера Вітезовича (1652–1713) і А. Качич-Міошича (1702—60). Із виникненням у 1830-х роках культурно-громадського руху ілліризму, на чолі якого став Людевит Гай (1809–1872), загальною літературною мовою для хорватів і сербів стало штокавське наріччя. Становлення нового літературного покоління відбувалося навколо журналу «Даніца», який видавав Гай. Провідними фігурами цього покоління були поети Іван Мажуранич (1814–1890), який опублікував свої найкращі вірші у 1840-ті роки, і Петар Прерадович (1818–1872).
У наступному поколінні, що зазнало сильного закордонного впливу, висунулися новатори у віршуванні та оповідних жанрах поет Сильвіє Страхимир Краньчевич (1865–1908) і автор історичних романів Август Шеноа (1838–1881). Видатні романи та оповідання створювали в ту ж епоху Ксавер Шандор Джальський (1854–1935), Йосип Козарац (1858–1906) і В'єнцеслав Новак (1859–1905), які зображували переважно життя і побут селянства. Найвидатнішим хорватським письменником 20 століття був Мирослав Крлежа (1893–1981) — поет, драматург і прозаїк. До впливових поетів першої половини століття належали Антун Густав Матош (1873–1914), Владимир Назор (1876–1949), Тін Уєвич (1891–1955), Антун Бранко Шимич (1898–1925), Добриша Цесарич (1902–1980), Драгутін Тадіянович (1905–2007), Іван Горан Ковачич (1913–1943) і В. Віда (1913–1960). На зміну їм прийшли Юре Каштелан (1919–1990), Весна Парун (1922–2010), Владо Готовац (1930–2000), Іван Сламніг (1930–2001) і А. Шолян (нар. 1932). Успіхи хорватської драматургії того часу пов'язані з іменами Іво Войновича (1857–1929) і Крлежі, який показав у циклі п'єс «Пани Глембаєви» розкладання вищого світу і занепад хорватської буржуазії.
Найвизначнішими романістами після Другої світової війни вважаються Петар Шегедін (1909–1998), Ранко Маринкович (1913–2001) та Слободан Новак (нар. 1924). Найвідомішим у світі хорватським письменником після Другої світової війни став Іво Андрич (1892–1975), удостоєний у 1961 році Нобелівської премії з літератури; головний його твір — епопея із трьох романів про батьківщину письменника, Боснію.

## Список хорватських письменників та ранніх творів

### Середньовіччя
- (бл. 800(?))    Višeslavs baptismal font
- (бл.11-го століття)  Kartular of Supetar
- (бл. 11-го)     Valun tablet
- (бл. 11-го)     Plomin tablet
- (бл. 1100)      Башчанська плита
- (бл. 12-го ст.) Apostol of Mihanović
- (бл. 12-го ст.) Grškovićs fragment
- (1197)          Povalj Tablet
- (1200–1268)     Томас Архідиякон
- (1275)          Земельний кадастр Істрії
- (бл. 13-го ст.) Врбницький статут
- (бл. 13-го ст.) Rok fragment
- (1288)          Винодольський законник
- (1345)          Закон і порядок (Перший хорватський твір латиницею, написаний домініканцями із Задара )
- (бл. 14-го ст.) Lectionar of Korčula
- (1380–1400)     Ватиканський хорватський молитовник

### Ренесанс
- (1483) Missale Romanum Glagolitice
- (бл. 15-го ст.) Lectionar of Zadar
- (бл. 15-го ст.) Statut of Poljica
- (бл. 15-го ст.) Hrvoje's Missal
- (бл. 15-го ст.) Kastav Statute
- (бл. 15-го ст.) Гвал Манускрипт (Hval Manuscript)
- (бл. 15-го ст.) Єронім Видулич (Jeronim Vidulić)
- (бл. 15-го ст.) Мікша Пелегринович (Mikša Pelegrinović)
- (1420–1520) Юрай Шижгорич (Juraj Šižgorić)
- (1434–1472) Янус Панноніус (Janus Pannonius|Ivan Česmički)
- (1450–1524) Марко Марулич (Marko Marulić)
- (1457–1527) Шишко Менчетич (Šiško Menčetić)
- (1459–1527) Людовик Цриєвич Туберон (Ludovik Crijević Tuberon)
- (1461–1501) Джоре Држич (Džore Držić)
- (1485–1553) Ганібал Луцич (Hanibal Lucić)
- (1487–1572) Петар Гекторович (Petar Hektorović)
- (1508–1567) Марин Држич (Marin Držić)
- (1508-після 1569) Петар Зоранич (Petar Zoranić)
- (1510)      Хорватські хроніки (переписані з ранньої хорватської хроніки "Дмине Папалич (Dmine Papalić)
- (1515–1573) Брне Карнарутич (Brne Karnarutić)
- (1482–1576) Мавро Ветранович (Mavro Vetranović)
- (між 1530 і  1535-1600) Summ of Christian teachings (написав "Шиме Будинич" (Šime Budinić)
- (1534–1573) Павао Скалич (Pavao Skalić)
- (1558–1609) Дінко Златарич (Dinko Zlatarić)
- (1548–1628) Юрай Баракович (Juraj Baraković)

### Бароко
- (1563–1631) Матія Дивкович (Matija Divković)
- (1566–1641) Гораціо Мажибрадич (Horacio Mažibradić)
- (1575–1650) Бартул Кашич (Bartul Kašić)
- (1536–1607) Динко Раніна (Dinko Ranjina)
- (1494–1582) Нікша Раніна (Nikša Ranjina)
- (1589–1638) Іван Гундулич (Ivan Gundulić)
- (1591–1658) Іван Бунич Вучич (Ivan Bunić Vučić)
- (1593–1675) Іван Белостенець (Ivan Belostenec)
- (1607–1657) Юніє Палмотич (Junije Palmotić)
- (1609–1678) Юрай Габделич (Juraj Habdelić)
- (1617–1666) Владислав Менчетич (Vladislav Menčetić)
- (1618–1683) Юрай Крижанич (Juraj Križanić)
- (1624–1685) Іван Анчич (Ivan Ančić)
- (1637–1719) Петар Канавелич (Petar Kanavelić)
- (1643–1671) Фран Крсто Франкопан (Fran Krsto Frankopan)
- (1641–1714) Єролім Каванін (Jerolim Kavanjin)
- (1650–1713) Павао Ріттер Вітезович (Pavao Ritter Vitezović)
- (1659–1728) Антун Гледжевич (Antun Gleđević)
- (1675–1737) Ігнят Дурдевич (Ignjat Đurđević)

### КласицизміЕпоха Просвітництва
- (ca. 18th cent) Бернардин Павлович (Bernardin Pavlović)
- (1699–1749) Філіп Грабовац (Filip Grabovac)
- (1704–1760) Андрія Качич Миошич (Andrija Kačić Miošić)
- (1699–1777) Себастіан Сладе (Sebastijan Slade)
- (1699–1777) Антун Канижлич (Antun Kanižlić)
- (1732–1798) Матія Антун Релькович (Matija Antun Reljković)
- (1757–1805) Тітуш Брезовачкі (Tituš Brezovački)

### Романтизм
- (1796–1861) Антун Міханович (Antun Mihanović)
- (1806–1862) Павао Штоос (Pavao Štoos)
- (1809–1872) Людевит Гай (Ljudevit Gaj)
- (1810–1851) Станко Враз (Stanko Vraz)
- (1810–1895) Мартін Недич (Martin Nedić)
- (1811–1872) Димитріє Деметер (Dimitrije Demeter)
- (1813–1875) Драгойла Ярневич (Dragojla Jarnević)
- (1814–1890) Іван Мажуранич (Ivan Mažuranić)
- (1817–1881) Матія Мажуранич (Matija Mažuranić)
- (1818–1872) Петар Прерадович (Petar Preradović)
- (1851–1900) Хуго Бадалич (Hugo Badalić)

### Протореалізм
- (1825–1889) Адольфо Вебер Ткалчевич (Adolfo Veber Tkalčević)
- (1838–1881) Август Шеноа (August Šenoa)
- (1853–1880) Рикард Йоргованич (Rikard Jorgovanić)

### Реалізм
- (1843–1906) Йосип Євген Томич (Josip Eugen Tomić)
- (1850–1904) Євген Кумичич(Eugen Kumičić)
- (1854–1935) Ксавер Шандор Гялскі (Ksaver Šandor Gjalski)
- (1854–1889) Анте Ковачич (Ante Kovačić)
- (1859–1905) Вєнцеслав Новак (Vjenceslav Novak)
- (1865–1908) Сильвіє Страгимир Краньчевич (Silvije Strahimir Kranjčević)
- (1861–1911) Август Гарамбашич (August Harambašić)
- (1874–1938) Івана Брлич-Мажуранич (Ivana Brlić-Mažuranić)

### Модернізм
- (1857–1929) Іво Войнович (Ivo Vojnović)
- (1861–1949) Янко Лесковар (Janko Leskovar)
- (1873–1914) Антун Густав Матош (Antun Gustav Matoš)
- (1873–1933) Дінко Шимунович (Dinko Šimunović)
- (1875–1909) Владимир Видрич (Vladimir Vidrić)
- (1876–1948) Мілан Бегович (Milan Begović)
- (1880–1931) Милутин Цихлар Нехаєв (Milutin Cihlar Nehajev)
- (1885–1910) Іван Козарац (Ivan Kozarac)
- (1886–1910) Янко Полич Камов (Janko Polić Kamov)